# Лухе-Вилденау
Лухе-Вилденау (њем. Luhe-Wildenau) град је у њемачкој савезној држави Баварска. Једно је од 38 општинских средишта округа Нојштат ан дер Валднаб. Према процјени из 2010. у граду је живјело 3.430 становника. Посједује регионалну шифру (AGS) 9374133.

## Географски и демографски подаци
Лухе-Вилденау се налази у савезној држави Баварска у округу Нојштат ан дер Валднаб. Град се налази на надморској висини од 389 метара. Површина општине износи 38,7 km². У самом граду је, према процјени из 2010. године, живјело 3.430 становника. Просјечна густина становништва износи 89 становника/km².